# Cezary Dąbrowski
Cezary Krzysztof Dąbrowski (ur. 17 czerwca 1941 w Warszawie, zm. 27 października 2023) – polski polityk i ekonomista, w latach 1981–1984 prezydent Sopotu, w latach 2004–2006 wojewoda pomorski.

## Życiorys
Ukończył II Liceum Ogólnokształcące im. dr. Władysława Pniewskiego w Gdańsku, a w 1968 studia ekonomiczne w Wyższej Szkole Ekonomicznej w Sopocie. W okresie PRL działał w PZPR. W 1997 ukończył studia podyplomowe w zakresie integracji europejskiej.
Pracował w Centralnym Ośrodku Konstrukcyjno-Badawczym Przemysłu Okrętowego w Gdańsku, następnie został zatrudniony w administracji publicznej. W latach 1970–1971 pracował w charakterze ekonomisty w Wojewódzkim Zrzeszeniu Gospodarki Komunalnej i Mieszkaniowej; w latach 1971–1973 przewodniczył Powiatowej Komisji Planowania w Pruszczu Gdańskim. Od 1973 do 1975 był zastępcą naczelnika powiatu gdańskiego, później do 1979 przewodniczącym Wojewódzkiej Komisji Planowania. W latach 1979–1981 pełnił funkcję wiceprezydenta Gdańska. Od 1981 do 1984 zajmował stanowisko prezydenta Sopotu, po czym do 1989 ponownie kierował WKP. Przez dwa lata pracował jako dyrektor w Biurze Planowania Regionalnego w Centralnym Urzędzie Planowania. W okresie 1991–1993 pełnił funkcję dyrektora oddziału PPH Agraimpeks w Sopocie. W latach 1993–1996 był dyrektorem wojewódzkiego biura parlamentarnego Sojuszu Lewicy Demokratycznej. Następnie do 2004 pozostawał zatrudniony w urzędzie wojewódzkim w Gdańsku, pełniąc (z przerwą w latach 1998–2001) funkcję dyrektora generalnego. Od 2004 do 2006 zajmował stanowisko wojewody pomorskiego.
Został pochowany na cmentarzu Srebrzysko.